# Sopracomito
Sopracomito (plural sopracomiti) era a denominação do capitão de uma galé da marinha veneziana. Eleito entre os patriciados venezianos que já possuíam alguma experiência naval, o sopracomito era uma posição importante e um trampolim no cursus honorum naval da República de Veneza. Isso implicava responsabilidades consideráveis de tripulação e manutenção de uma galé, bem como grandes despesas, o que a tornava cada vez mais a província dos patrícios mais ricos.

## Elegibilidade e seleção
Como todos os oficiais da Marinha, os sopracomiti sempre foram escolhidos entre o patriciado veneziano; enquanto o direito de eleição de alguns oficiais da marinha passou para o Senado veneziano no século XVIII, os sopracomiti das galés continuou a serem selecionados pelo Grande Conselho de Veneza. Apenas no caso das galés bastardas que eram usadas como navios capitães (generalizie) pelos comandantes do esquadrão (o Capi di Mare) foi a seleção do capitão (denominado governatore ou direttore) nas mãos do respectivo comandante. As galés equipadas pelas cidades sujeitas a Veneza eram comandadas por nobres dessas cidades, o que frequentemente gerava atritos com os patrícios venezianos.
A eleição para o cargo exigia um mínimo de quatro anos de serviço anterior como nobile (oficial cadete patrício) em uma galé (para evitar o nepotismo, os filhos de um sopracomito eram proibidos de servir no navio de seu pai). Salvo raras exceções, os patrícios não eram nomeados para o cargo antes de seus vinte anos. Por sua vez, o cargo de sopracomito serviu de trampolim para comandos superiores; para ser elegível para eles, um sopracomito deve ter servido ativamente pelo menos quatro anos como capitão de uma galé.